# Spansk igelkott
Spansk igelkott (Atelerix algirus) är ett däggdjur i familjen igelkottdjur (Erinaceidae). Trots namnet utgör Spanien bara en liten del av artens utbredningsområde. Den förekommer främst vid den nordafrikanska Medelhavskusten och på flera öar i samma region.

## Utseende
Den spanska igelkotten liknar morfologiskt den vanliga igelkotten (Erinaceus europaeus) men skiljer sig från denna i flera detaljer. Den är med en kroppslängd av 20 till 25 cm mindre än den väst- och nordeuropeiska arten. Trots allt är spansk igelkott den största arten av taggiga igelkottar som lever i Afrika och den har en längre nos och längre extremiteter än de andra arterna. Därför är den en snabb sprinter. Ansiktet är ljust, nästan vitaktigt, och extremiteterna liksom övriga delar av huvudet är bruna. Bukens färg varierar mellan brun och vit. De stora öronen är tydligt synliga ovanför taggarna. Övriga delar av kroppen är täckta med ganska mjuka ljusa (främst vita) taggar med mörka band. Ett påfallande särdrag som skiljer den spanska igelkotten från närbesläktade arter är pannan som är fri av taggar.

## Utbredning och habitat
Utbredningsområdet sträcker sig längs Afrikas norra kustlinje från Marocko över Algeriet och Tunisien till Libyen. Den hittas även i Spanien och på flera öar i Medelhavet, till exempel på Malta, samt på Kanarieöarna. Troligen blev arten på flera av öarna introducerad av människan. En population som infördes i Frankrike antas vara utdöd.
Habitatet varierar mellan halvöknar, de för Medelhavskusten typiska busklandskap, gräsmarker, odlade regioner och trädgårdar. Landskapet är kullig med omkring 400 meter höga toppar, sällan upp till 900 meter. Allmänt är utbredningsområdet torr men den lever inte i äkta öknar som Sahara.

## Fortplantning
Dräktigheten varar för denna art av igelkottar mellan 30 och 40 dagar. Honan föder sedan tre till tio ungar. Vanligen förekommer två kullar per år för arten. Nyfödda ungar vägar mellan 12 och 20 gram. Parningstiden och ungarnas uppfostring sker allmänt mellan oktober och mars. Ungefär åtta till tio veckor efter födelsen är ungarna könsmogna.

## Spansk igelkott och människor
Många igelkottar som hölls som sällskapsdjur är hybrider mellan afrikansk pygméigelkott och spansk igelkott.
Ofta dödas individer i trafiken när de korsar väger. Dessutom utgör habitatförstörelsen ett hot. Arten är allmänt sällsynt men på grund av det stora utbredningsområde listas den av IUCN som livskraftig (LC).